# Putian
Putian (chinesisch 莆田市, Pinyin Pútián Shì) ist eine bezirksfreie Stadt der chinesischen Provinz Fujian. Sie liegt an der Taiwan-Straße zwischen Fuzhou und Xiamen.
Das Verwaltungsgebiet Putians hat eine Fläche von 4.029 km² und 3.210.714 Einwohner (Stand: 2020). In dem eigentlichen städtischen Siedlungsgebiet von Putian leben 1,11 Millionen Menschen (Zensus 2010).

## Administrative Gliederung
Auf Kreisebene setzt sich Putian aus vier Stadtbezirken und einem Kreis zusammen. Diese sind (Stand: 2020):
- Stadtbezirk Chengxiang (城厢区), 492 km², 547.422 Einwohner, Zentrum, Sitz der Stadtregierung;
- Stadtbezirk Hanjiang (涵江区), 755 km², 479.605 Einwohner;
- Stadtbezirk Licheng (荔城区), 289 km², 673.935 Einwohner;
- Stadtbezirk Xiuyu (秀屿区), 653 km², 604.684 Einwohner;
- Kreis Xianyou (仙游县), 1.840 km², 905.068 Einwohner, Verwaltungssitz: Straßenviertel Licheng (鲤城街道).

## Wirtschaft
Der Hafen in der Meizhou-Bucht ist bis zu 30 Meter tief und für Schiffe bis zu 50.000 BRT zugänglich, bei Flut auch für Schiffe bis zu 100.000 BRT. Putian gehört, trotz seiner Lage an der Küste, zu den ärmsten Städten der Provinz Fujian.
- Bruttoinlandsprodukt: 23,2 Milliarden Renminbi
- BIP pro Kopf: 7.708 Renminbi

Wirtschaftszahlen: Fujian Statistical Yearbook 2003 (Zahlen von 2002)

## Tourismus
Die zum Stadtbezirk Xiuyu gehörende Insel Meizhou in der Bucht von Meizhou, Heimat der Meeresgöttin Matsu, soll zu einem Tourismuszentrum für Besucher aus Hongkong und Taiwan ausgebaut werden.
Touristischer Anziehungspunkt ist auch der Jiuli Hu („Neunkarpfen-See“).

## Persönlichkeiten
- Arcade Huang (1679–1716), chinesischer Christ, Übersetzer, Dolmetscher und Schriftsteller
- Lin Lanying (1918–2003), Physikerin
- Guo Fan (* 1985), Sprinter